# إليزابيث س. كروسبي
إليزابيث س. كروسبي (بالإنجليزية: Elizabeth C. Crosby)‏ هي عالمة أعصاب وطبيبة أمريكية، ولدت في 25 أكتوبر 1888 في بطرسبورغ في الولايات المتحدة، وتوفيت في 28 يوليو 1983 في برمنغهام في الولايات المتحدة.